# Билль об опале
Билль об опале (англ. Bill of attainder) — решение парламента Англии (затем — парламента Великобритании) о смертной казни кого-либо во внесудебном порядке (часто по обвинению в государственной измене). При этом обычно конфисковалось имущество казнённого. Если парламент принимал решение не о смертной казни, а о ином наказании, то решение называлось Билль о наказании (англ. Bill of pains and penalties). Билль об опале отличался от импичмента тем, что импичмент предполагал судебную процедуру.
Билль об опале был законодательным актом парламента, вступавшим в действие в том порядке, в котором получали юридическую силу и другие законы — при условии, если на него давал свое согласие монарх. Поскольку билль об опале имел статус законодательного акта, Палата общин могла посредством его признать государственной изменой даже такие деяния, которые не рассматривались как государственная измена по действующим законам. Более того, билль об опале допускал казнь за деяние, которое в момент его совершения вообще не считалось преступлением.
Фактически билль об опале был удобным способом быстрой расправы над политическими противниками. Последний раз парламент принял билль об опале в 1798 году в отношении Эдварда Фицджеральда, одного из руководителей ирландского восстания 1798 года. 
В принятую в 1787 году Конституцию США был включён запрет биллей об опале (разделы 9 и 10 статьи 1).